# Michał Bobrowski (zawodnik MMA)
Michał Bobrowski (ur. 14 kwietnia 1995 w Dzierżoniowie) – polski zawodnik mieszanych sztuk walki (MMA) wagi półciężkiej i średniej. Walczył dla takich organizacji jak MCF, Oktagon MMA oraz Babilon MMA. Aktualnie związany z organizacją FEN.

## Życiorys
Sporty walki zaczął trenować we wrześniu 2010 roku. Zaczynając od taekwondo, w klubie SKT Tiger w Dzierżoniowie. Po miesiącu treningów taekwondo zaczął uczęszczać na zapasy i brazylijskiego jiu jitsu w klubie Junior Dzierżoniów. W latach 2012–2013 reprezentował barwy klubu Gold Team Polska. Od grudnia 2013 do września 2014, trenował pod okiem Mariusza Cieślińskiego i Norberta Warchoła. Od listopada 2014 - zaczął współpracę ze Szkołą Walki Drwala.
12 listopada 2019 został aresztowany przez policję na 3 miesiące, gdzie zostały mu postawione zarzuty posiadania narkotyków i groźby.

## Kariera MMA
Zawodowo w mieszanych sztukach walki zadebiutował 23 sierpnia 2014 na gali Night of Mountaineer Fighters 1, poddając duszeniem trójkątnym nogami Sebastiana Chmielarczyka w drugiej rundzie pojedynku. 
22 sierpnia 2015 podczas gali Madness Cage Fighting wygrał przez TKO z Łukaszem Żywalewskim. 
Podczas gali Oktagon 3, która odbyła się 29 lipca 2017 w Pradze zmierzył się ze Słowakiem, Ilją Skondricem. Zwyciężył przez TKO w drugiej rundzie. 
4 listopada 2017 w Krakowie podczas gali Wieczór Walk R8 2: Powrót Drwala, pokonał na punkty doświadczonego Brazylijczyka, Vitora Nóbrege. 
18 sierpnia 2018 podczas gali Babilon MMA 5 w Międzyzdrojach pokonał jednogłośnie na punkty byłego sztangistę, Szymona Kołeckiego. Po walce Bobrowski został nagrodzeni bonusem w kategorii „Występ wieczoru".
6 lipca 2019 ogłosił, że zakończył zawodową karierę oraz poinformował fanów, że pragnie skupić się teraz na trenowaniu młodych zawodników w swoim klubie w Dzierżoniowie. 11 listopada tego samego roku na Facebooku ogłosił powrót do startów w MMA. Informację dotyczące kolejnej walki „Bobra” miały zostać ogłoszone podczas gali Babilon MMA 11 w Radomiu, jednak nic nie zostało tam powiedziane.
W lutym 2023 roku dodał na swojego Instagrama wideo-post zapowiadający powrót. 23 września 2024 organizacja Fight Exclusive Night ogłosiła zakontraktowanie powracajęcego Boborowskiego do zawodowych startów. Oczekiwano, że podczas gali FEN 56: Wrocław Fight Night, która odbędzie się 5 października we Wrocławiu, zmierzy się z Mateuszem Sosnowskim. Ostatecznie na tydzień przed tym wydarzeniem organizacja FEN poinformowała o kontuzji (naderwania więzadeł w kolanie) „Bobra”.  
Na początku stycznia 2025 roku, organizacja FEN zapowiedziała walkę Bobrowskiego z byłym pretendentem do pasa Michałem Pietrzakiem. Do konfrontacji zawodników doszło podczas wydarzenia FEN 58, które odbyło się 1 marca 2025 w Częstochowie. Bobrowski przegrał po raz pierwszy w karierze, ulegając rywalowi po bliskiej walce werdyktem niejednogłośnym. 

## Osiągnięcia[18]

### 2012
- Wicemistrz Polski w Brazylijskim Jiu Jitsu (juniorzy)
- Mistrz Polski w No-Gi (juniorzy)
- Zdobywca Pucharu Polski w No-Gi (juniorzy)
- Mistrz Polski w Taekwon-do ITF (seniorzy full contact)

### 2013
- Mistrz Europy ADCC (juniorzy)[19]
- Wicemistrz Polski K-1( juniorzy)
- Zdobywca Pucharu Polski k-1 (juniorzy)
- 1 miejsce NO-Gi Fight Dzierżoniów (seniorzy niebieskie pasy)
- Zdobywca Pucharu Polski w Sandzie (seniorzy)
- Mistrz Polski MMA (junior)

### 2014
- 2 miejsce na Pucharze Polski No-Gi (seniorzy purpurowe pasy)
- Wicemistrz Litwy w K-1 (junior)
- Zwycięzca turnieju ALMMA 57 i ALMMA 60 (senior full contact)[20]
- Zwycięzca Amatorskiego Pucharu Areny Berserkerów (senior full contact)[21]

## Lista walk w MMA

### Zawodowe[1]
| Wynik     | Bilans | Przeciwnik (bilans przed walką) | Rozstrzygnięcie                          | Runda | Czas | Rozgrywki                            | Data       | Miejsce      | Uwagi                                                               |
| --------- | ------ | ------------------------------- | ---------------------------------------- | ----- | ---- | ------------------------------------ | ---------- | ------------ | ------------------------------------------------------------------- |
| Przegrana | 8-1    | Michał Pietrzak (11-8-1)        | Decyzja (niejednogłośna)                 | 3     | 5:00 | FEN 58: Bartnik vs. Jędraszczyk 2    | 01.03.2025 | Częstochowa  | Debiut w FEN.                                                       |
| Wygrana   | 8-0    | Szymon Kołecki (6-0)            | Decyzja (jednogłośna)                    | 3     | 5:00 | Babilon MMA 5: Skibiński vs. Melillo | 18.08.2018 | Międzyzdroje | Powrót do wagi półciężkiej. Bonus za występ wieczoru. Co-Main Event |
| Wygrana   | 7-0    | Vitor Nóbrega (17-11-1)         | Decyzja (jednogłośna)                    | 3     | 5:00 | Wieczór Walk R8 2: Powrót Drwala     | 04.11.2017 | Kraków       | Walka w wadze średniej.                                             |
| Wygrana   | 6-0    | Ilja Škondrič (13-11)           | TKO (ciosy pięściami)                    | 2     | 3:52 | Oktagon 3: Open Air                  | 29.07.2017 | Praga        | Powrót do wagi półciężkiej.                                         |
| Wygrana   | 5-0    | Kristian Lapsley (2-2)          | Poddanie (duszenie zza pleców)           | 1     | 3:49 | Wieczór Walk R8: Kraków              | 10.06.2017 | Kraków       | Limit umowny -88 kg.                                                |
| Wygrana   | 4-0    | Miloš Petrášek (7-2)            | Decyzja (jednogłośna)                    | 3     | 5:00 | GCF 36 - Fight Night Dobris 2        | 12.11.2016 | Dobříš       | Powrót do wagi półciężkiej. Main Event                              |
| Wygrana   | 3-0    | Łukasz Żywalewski (0-1)         | TKO (niezdolność do kontynuowania walki) | 2     | 5:00 | Madness Cage Fighting 1 - Prologue   | 22.08.2015 | Puławy       | Walki w wadze średniej.                                             |
| Wygrana   | 2-0    | Adam Knajbl (0-0)               | Poddanie (dźwignia na staw łokciowy)     | 1     | 2:10 | GCF Challenge - Back in the Fight 4  | 27.03.2015 | Przybram     | Walki w wadze średniej.                                             |
| Wygrana   | 1-0    | Sebastian Chmielarczyk (0-0)    | Poddanie (duszenie trójkątne nogami)     | 2     | 1:06 | Night of Mountaineer Fighters 1      | 23.08.2014 | Poronin      | Debiut w wadze półciężkiej.                                         |

### Amatorskie[20](niepełna)
| Wynik   | Bilans | Przeciwnik (bilans przed walką) | Rozstrzygnięcie                      | Runda | Czas | Rozgrywki                            | Data       | Miejsce  | Uwagi |
| ------- | ------ | ------------------------------- | ------------------------------------ | ----- | ---- | ------------------------------------ | ---------- | -------- | ----- |
| Wygrana | 11-1   | Wojciech Giera                  | Poddanie (kimura)                    | 1     | 1:45 | Mistrzostwa Polski MMA 2014: Dzień 2 | 14.12.2014 | Żyrardów |       |
| Wygrana | 10-1   | Jan Kwiatoń                     | Decyzja (jednogłośna)                | 1     | 5:00 | Mistrzostwa Polski MMA 2014: Dzień 2 | 14.12.2014 | Żyrardów |       |
| Wygrana | 9-1    | Adam Biegański                  | Poddanie (duszenie trójkątne nogami) | 1     | 3:26 | Mistrzostwa Polski MMA 2014: Dzień 2 | 14.12.2014 | Żyrardów |       |